# Irkutszk látnivalói

## Templomok
- Vízkereszt-székesegyház (Собор Богоявления)
- Vlagyimir-templom (Владимирская церковь)
- Mennybemenetel-kolostor (Вознесенский монастырь)
- Gergely-templom (Григория-Неокессарийская церковь)
- Bevonulás Jeruzsálembe templom (Входо-Иерусалимская церковь)
- Známenszkij kolostor (Знаменский монастырь)
- Zsinagóga (Иркутская синагога)
- Mecset (Иркутская соборная мечеть)
- Kazányi-templom (Казанская церковь)
- Kereszt felmagasztalása-templom (Крестовоздвиженская церковь)
- Vlagyimir-kolostor, Litivncevszka templom (Князе-Владимирский монастырь), (Литвинцевская церковь)
- Mihály arkangyal-templom (Михаило-Архангельская церковь)
- Miklós-templom (Николо-Иннокентьевский храм)
- Péter és Pál apostol-templom (Петропавловская церковь)
- Római katolikus templom (Римский католический костёл)
- Megváltó-templom (Спасская церковь)
- Szentháromság-templom (Троицкая церковь (Свято-Троицкий храм))
- Szent Miklós-templom (Николо-Иннокентьевская церковь)
- Harlam templom (Харлампиевская церковь)(Mihály arkangyal-templom / церковь Михаила Архангела)

## Udvarházak
Kormányzó háza (Дом военных генерал-губернаторов), Katonai főkormányzó háza.

## Kúriák
Kopasz, Butin, Gejrisa és Trapeznyikova

## Villák
Akszjonova-Tiszko, Antipina, Atafonova, Baszin-birtok (Усадьба Басниных), Belyaeva, Bestuzseva (Бестужева), Bibikova, Bicshanova, Bogdanov, Brevnov, Verzsbi, Verholenceva, Vinokourov, Vintikova (Винтикова), Vlasov , Volkonszkovo (Волконского), Vtorova (Второва), Gorbunova-Jurtina, Gorgyejeva, Deminovoj (Деминовой), Gyakonov, Erohina, Zsarov, Zsbanova (Жбанова), Zaharova, Zelenina (Зеленина), Iodlovskogo, Isutkina, Kazarinova, Kazarinova, Kalasnikov, Kalasnyikov-Krilov, Kaliginoj, Karpusenko, Katisevcevih-Pletuhina, Kogana, Kolomeiceva, Kolcsenovih, Komarova, Korjakina, Kotelnikovih (Котельниковых), Kotlevszkovo, Kurnoszova, Listratovoj (Листратовой), Loszeva (Лосева), Mamonova, Mihaljova, Mihejev, Narvalovoj, Niktina (Никтина), Ogladina (Огладина), Ocseredina, Patrusevoj (Патрушевой), Paholkova-Kravca, Raszkina (Раскина), Ricskova, Rjabcsikova, Szokolovszki-Krenic, Szoldatova, Styepancsenkova, Sztrebejko, Sukacsev (Сукачёва), Tarakanova, Trapeznvikova, Trubeckovo (Трубецкого), Turicin, Fefelova, Cserniginoj, Fekete, Csernyadevoj-Rodionova, Csureva-Meteleva, Svenirickovo, Trapeznyikovih (Трапезниковых), Sevcova, Senkmana, Smotina (Шмотина).

## Nevezetes lakóházak
Andrejeva, Artuskova, Bogdanova, Gorbunova-Jurtina, Daragana, Dubrovszkovo, Ivascsenko, Izvozscsikova, Isakova, Kazanceva, Kakurova, Kalatigina, Kiseleva, Kokorina, Kuznyecova, Kuksza, Kulizsanova, Kuhterina, Larionova, Latiseva, Maszlova, Mezsetova, Moszkvityina, Muhanova, Obrucseva, Okladnyikova, Orlova, Orljanszkovo, Polkanova, Poljakova, Pervunyinszkoj, Petrova, Pretupova, Poltarackovo, Popova, Popovih, Pjatideszjatnyikova, Rasszusina, Szavickovo, Szadovnikova, Szemjonova, Szibirjakovih, Szilvinszkovo, Szkornyakovoj, Szuvorova, Sziszkova, Timofejeva, Usenko, Feinberg, Csulosnyikova, Sasztina, Sesztakov, Siponova, Jakovleva, Jaremszkovo, Vinnikova, Vollernera, Volocsneva, Zamjatyina, Zicermana.

## Műemlék hotelek
- "Az Amur " (Гостиница «Амурское подворье»)
- "Grand Hotel "(Гостиница «Гранд-Отель»)
- "Kereskedelmi"
- "Metropol"
- "Central"

## Egyéb műemlékek
Moszkva-kapu diadalív (Триумфальная арка) «Московские ворота»-(1811)

## Irodaházak
Andrejeva, Greiser, Demjanovszkovo, Melnyikov, Naskova, Okulics-Kazarina, Ordina, Prorokova, Razsohina, Rejhbauma, Sokolowszki, Mabuza, Jurevics.

## Épületek a szovjet időszakból
Vörös laktanya (Иркутские Красные казармы), Szovjetek háza (Дом Советов), Hotel "Angara" (Гостиница «Ангара»), Hotel "Inturiszt" (Гостиница «Интурист».

## Fordítás
- Ez a szócikk részben vagy egészben  a(z)   Достопримечательности Иркутска című orosz Wikipédia-szócikk fordításán alapul.  Az eredeti cikk szerkesztőit annak laptörténete sorolja fel. Ez a jelzés csupán a megfogalmazás eredetét és a szerzői jogokat jelzi, nem szolgál a cikkben szereplő információk forrásmegjelöléseként.